# Trophée des Championnes
Il Trophée des Championnes (in italiano "Trofeo delle campionesse"), informalmente noto come Supercoppa di Francia, è un trofeo calcistico francese, riservato a squadre femminili, che mette di fronte la squadra vincitrice della Première Ligue, inizialmente Division 1 Féminine, a quella della Coppa di Francia. La competizione è organizzata nello stesso modo del Trophée des Champions, valido per le squadre maschili di calcio.

## Storia
L'organizzazione di una supercoppa di Francia riservata alle squadre femminili di calcio venne annunciata per la prima volta da Noël Le Graët, presidente della federazione calcistica della Francia (FFF), nel corso della quindicesima assemblea generale della federazione nel giugno 2018. La prima edizione venne programmata per il 21 settembre 2019 in occasione della presentazione del calendario gare per la stagione 2019-2020. Il regolamento per la competizione venne adottato l'8 giugno 2019 dall'assemblea federale della FFF: per la conquista del trofeo si sarebbero sfidate la squadra vincitrice della Division 1 Féminine e la squadra vincitrice della Coppa di Francia.
La prima edizione del trofeo è stata vinta dell'Olympique Lione sul Paris Saint-Germain dopo i tiri di rigore, coi tempi regolamentari che si erano chiusi in parità sull'1-1. La seconda edizione nel 2020 e la terza nel 2021 sono state annullate a causa della pandemia di COVID-19.
Nel giugno 2024 la Federcalcio francese annunciò che l'edizione 2024 del trofeo, che avrebbe dovuto fronteggiare la squadra parigina con le storiche rivali dell'Olympique Lione non verrà disputata.

## Albo d'oro
| Edizione | Vincitore                                              | Data                                                   | Campione di Francia                                    | Vincitore Coppa di Francia                             | Risultato                                              | Sede                                                   | Spettatori                                             |
| -------- | ------------------------------------------------------ | ------------------------------------------------------ | ------------------------------------------------------ | ------------------------------------------------------ | ------------------------------------------------------ | ------------------------------------------------------ | ------------------------------------------------------ |
| 2019     | Olympique Lione (1)                                    | 21 settembre 2019                                      | Olympique Lione                                        | Paris Saint-Germain                                    | (1-1) 4-3 dtr                                          | Guingamp, Stadio di Roudourou                          | 12 558                                                 |
| 2020     | Edizione annullata a causa della pandemia di COVID-19. | Edizione annullata a causa della pandemia di COVID-19. | Edizione annullata a causa della pandemia di COVID-19. | Edizione annullata a causa della pandemia di COVID-19. | Edizione annullata a causa della pandemia di COVID-19. | Edizione annullata a causa della pandemia di COVID-19. | Edizione annullata a causa della pandemia di COVID-19. |
| 2021     | Edizione annullata a causa della pandemia di COVID-19. | Edizione annullata a causa della pandemia di COVID-19. | Edizione annullata a causa della pandemia di COVID-19. | Edizione annullata a causa della pandemia di COVID-19. | Edizione annullata a causa della pandemia di COVID-19. | Edizione annullata a causa della pandemia di COVID-19. | Edizione annullata a causa della pandemia di COVID-19. |
| 2022     | Olympique Lione (2)                                    | 28 agosto 2022                                         | Olympique Lione                                        | Paris Saint-Germain                                    | 1-0                                                    | Dunkerque, Stadio Marcel Tribut                        | 4 472                                                  |
| 2023     | Olympique Lione (3)                                    | 10 settembre 2023                                      | Olympique Lione                                        | Paris Saint-Germain                                    | 2-0                                                    | Troyes, Stade de l'Aube                                | 5 283                                                  |
| 2024     | Edizione annullata.                                    | Edizione annullata.                                    | Edizione annullata.                                    | Edizione annullata.                                    | Edizione annullata.                                    | Edizione annullata.                                    | Edizione annullata.                                    |

Note
1. ↑  Secondo classificato in campionato.

## Statistiche

### Vittorie per squadra
| Squadra             | Vittorie | Finali perse | Anni vittorie    | Anni sconfitte   |
| ------------------- | -------- | ------------ | ---------------- | ---------------- |
| Olympique Lione     | 3        | 0            | 2019, 2022, 2023 | -                |
| Paris Saint-Germain | 0        | 3            | -                | 2019, 2022, 2023 |